# Galerina terrestris
Galerina terrestris är en svampart som beskrevs av V.L. Wells & Kempton 1969. Galerina terrestris ingår i släktet Galerina och familjen Strophariaceae.   Inga underarter finns listade i Catalogue of Life.